# Гагарлаг
Гагаринское ЛО (ГАГАРИНСКОЕ ЛО, Гагаринский ИТЛ, Гагарлаг) — лагерное отделение системы исправительно-трудовых учреждений ГУЛАГ.

## История
В конце 1950 года Совет министров СССР принял решение о создании в Минсредмаше (12 ГУ МО) центральных баз хранения ядерного оружия.
7 ноября 1950 года Президиумом Верховного Совета РСФСР было принято решение об организации одной из таких баз (объект 712, в/ч 62047, в/ч 42615) в Кизилташе, отгороженном горными отрогами от посторонних глаз. Хранилища изделий планировалось расположить в толще горы Кизилташ.
Строительство началось в 1950 году силами строительного управления Министерства среднего машиностроения. Руководили работами специалисты Ленинградского метростроя. Большинство работ выполнялось силами специально отобранных заключённых (все имели допуск по форме один), имеющих опыт шахтных работ.
10 января 1951 года создан ИТЛ ЕО «ИТЛ и строительство рудника», подчиненный ГУЛПС (ГУЛАГ МЮ с 02.04.53), литер ЕО телеграфный код «Море» почтовые адреса: Крымская область, г. Феодосия, п/я 46, г. Симферополь, п/я ЕО-103. Задачи — строительство «рудника» (пр. 0036 МВД от 24.01.51), горные работы (пр. 00937 МВД от 31.12.51) и строительство дизельной электростанции и бетонного завода (пр. 00232 МВД от 07.03.52).
Приказом 00400 МВД от 16.04.52 персонал в ИТЛ ЕО направлялся только с разрешения органов МГБ. Распоряжением 650 МВД от 18.04.52 для ИТЛ «ЕО» установлена первая категория секретности.
Грузы для лагеря поступали на железнодорожную станцию Сарыголь (ныне станция Айвазовская) Сталинской железной дороги.
С 14 мая 1953 приказом от 29 апреля 1953 года ИТЛ ЕО переименован в Гагаринское ЛО (Гагаринское лагерное отделение), а приказом МВД № 00599 от 26 июля 1954 Гагаринское ЛО реорганизовано и переименовано из ЛО в ИТЛ (исправительно-трудовой лагерь), а между 3 февраля 1955 года и 1 августа 1955 года — снова реорганизовано из ИТЛ в ЛО без изменения наименования.

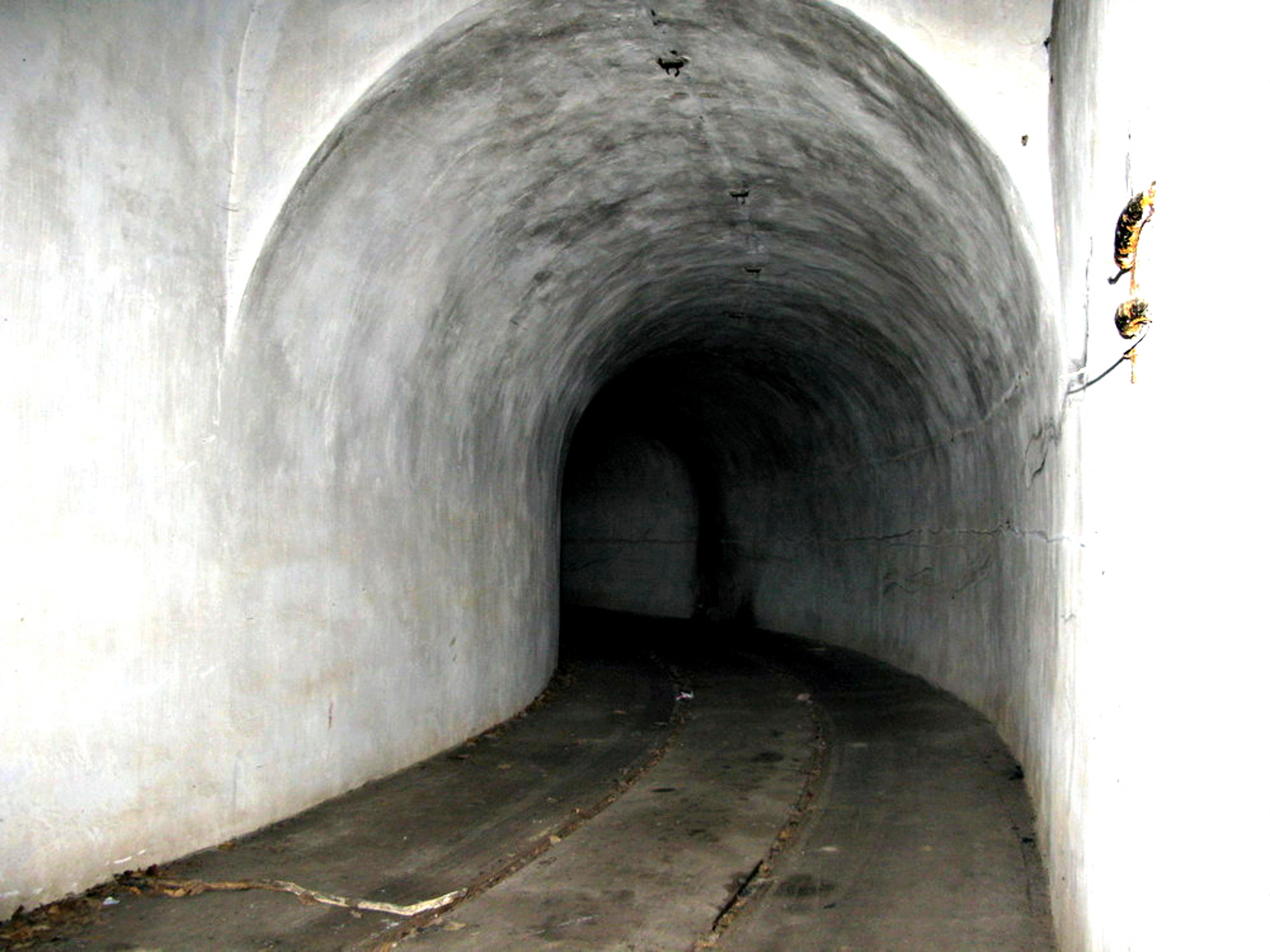
Тоннель, по которому вывозились готовые изделия.

В толще горы Кизилташ к 1955 году был пройден тоннель, аналогичный тоннелям метро, имевший второй выход в сторону Старого Крыма, закончены работы в главном сборочном зале, размеры которого превосходили размеры станций метрополитена (высота около 20 метров). Главный сборочный зал, залы-хранилища и залы проверки работоспособности изделий соединялись транспортной сетью, позволявшей перемещать грузы на специальных вагонетках по рельсам. Вход в тоннель перекрывался герметичным затвором массой несколько сотен тонн, который откатывался в нишу электроприводом. На случай аварийной ситуации было предусмотрено перемещение затвора вручную. Туалетом разрешалось пользоваться только в аварийных ситуациях, поэтому в случае необходимости приходилось добираться до выхода из тоннеля (два километра).
Часть отбывших сроки заключённых (при выполнении дневной нормы на 151 % день засчитывался за три) по окончании строительства осталась на объекте в качестве вольнонаёмных в обслуживающих подразделениях предприятия.
Гагаринское ЛО закрыто 1 декабря 1955 года (приказ 0577 МВД от 01.12.55). После закрытия Гагаринского ЛО продолжил функционировать как военный объект (см. Краснокаменка.

## Подчинение и дислокация
- ГУЛАГ МЮ с 14 мая 1953 года;
- ГУЛАГ МВД с 28 января 1954 года,
- Главпромстрой с 3 февраля 1955 года;
- ГУЛАГ МВД не позднее 1 августа 1955 года.

Дислокация: Крым, г. Симферополь (грузы доставлялись на ст. Айвазовская).

## Выполняемые работы
- Строительства рудника
- Обслуживание строительства 712 Главпромстроя (центральная база хранения ядерного оружия)

## Численность з/к
- 15 марта 1953 — 2445,
- 1 мая 1953 — 2165,
- 1 июня 1953 — 1837,
- 1 января 1954 — 1008,
- 1 января 1955 — 313,
- 1 января 1956 — 177.

## Начальники
- майор (позже подполковник) Мухин В. Г., с 24.01.1951 — не ранее 17.04.1953
- лейтенант внутренней службы Тюпин А. А., с 30.04.1953 — по 08.04.1954 (с 08.04.1954 — заместитель начальника);
- подполковник Мухин В. Г., с 08.04.1954 по 17.07.1954;
- полковник внутренней службы Боечин А. Ф., с 17.07.1954 — не ранее 28.12.1954;